# Сары-Таш (Алайский район)

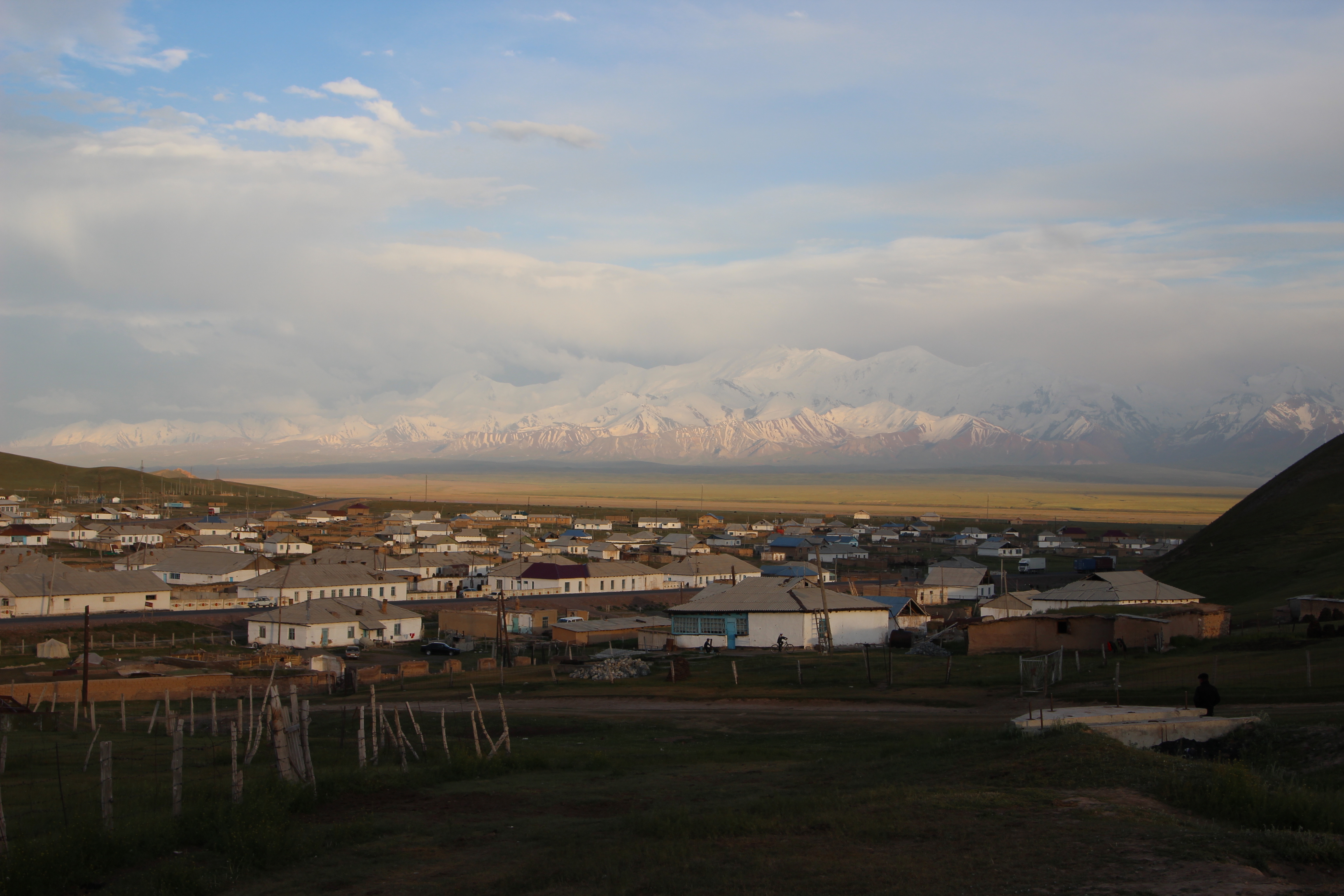
Посёлок Сары-Таш

Сары-Таш (кирг. Сары-Таш — жёлтый камень) — высокогорное село (в 1950—2012 — посёлок городского типа) в восточной части Алайской долины на территории Алайского района Ошской области Кыргызстана. Основан в 1950 году.
Расположен на высоте 3150 метров над уровнем моря.
Население посёлка Сары-Таш по данным переписи 1997 года составляло 1,5 тысячи человек.
Во времена существования СССР в Сары-Таше находилась пограничная застава, так как к востоку от посёлка проходит граница с Китаем.
Посёлок лежит на перекрёстке главных автомобильных дорог на Памире. С севера на юг через него проходит Большой Памирский тракт Ош-Хорог. К северу на этой дороге расположен перевал Талдык (3615 м) через Алайский хребет, по которой можно через Гульчу доехать до Ферганской долины и г. Ош. К югу находится перевал Кызыл-Арт (4250 м) через Заалайский хребет, через который дорога идёт в Горный Бадахшан.
С запада на восток через Душанбе, Джерге-Тал, Дароот-Коргон, Сары-Таш, Эркечтам до границы с Китаем по Алайской долине проходит автомобильная дорога Европейский маршрут E60.